# Виборчий округ 186
Виборчий округ 186 — виборчий округ в Херсонській області. В сучасному вигляді був утворений 28 квітня 2012 постановою ЦВК №82 (до цього моменту існувала інша система виборчих округів). Окружна виборча комісія цього округу розташовується в приміщенні Олешківської районної ради за адресою м. Олешки, вул. Гвардійська, 23.
До складу округу входять місто Гола Пристань, а також Голопристанський, Каланчацький, Олешківський, Скадовський райони, частина Чаплинського району (окрім селищної ради Асканія-Нова та території на північний захід від неї). Виборчий округ 186 межує з округом 127 і обмежений узбережжям Дніпровського лиману на північному заході, межує з округом 183 і округом 182 на півночі, з округом 184 на північному сході, з округом 185 на сході, межує з округом 9 і обмежений узбережжям затоки Сиваш на південному сході та обмежений узбережжям Чорного моря на півдні, південному заході і на заході. Виборчий округ №186 складається з виборчих дільниць під номерами 650235-650287, 650323-650340, 650456-650480, 650482-650533, 650539, 650541-650543, 650547 та 650549-650561.

## Народні депутати від округу
| Ім'я                      | Фото | Партія         | Скликання | Дата набуття повноважень | Дата припинення повноважень |
| ------------------------- | ---- | -------------- | --------- | ------------------------ | --------------------------- |
| Негой Федір Федорович     |      | самовисуванець | 7-ме      | 12 грудня 2012           | 27 листопада 2014           |
| Негой Федір Федорович     |      | самовисуванець | 8-ме      | 27 листопада 2014        | 29 серпня 2019              |
| Ковальов Олексій Іванович |      | Слуга народу   | 9-те      | 29 серпня 2019           | 28 серпня 2022              |

## Результати виборів

### Парламентські

#### 2019
Кандидати-мажоритарники:
- Ковальов Олексій Іванович (Слуга народу)
- Рибалко Сергій Вікторович (Опозиційна платформа — За життя)
- Рищук Євген Миколайович (самовисування)
- Яковлєв Олександр Юрійович (Самопоміч)
- Зеленчук Василь Васильович (Батьківщина)
- Негой Федір Федорович (самовисування)
- Погомій Оксана Феліксівна (Європейська Солідарність)
- Кромп Олександр Петрович (самовисування)
- Кліщевський Сергій Олександрович (самовисування)
- Санашвілі Олег Отарович (Радикальна партія)
- Журавко Георгій Володимирович (самовисування)
- Демчук Олександр Анатолійович (самовисування)
- Найденко Євген Кириллович (Опозиційний блок)
- Цегельник Олександр Якович (Воля)
- Квятковський Богдан Костянтинович (самовисування)

#### 2014
Кандидати-мажоритарники:
- Негой Федір Федорович (самовисування)
- Попов Віталій Федорович (Блок Петра Порошенка)
- Борисов Василь Іванович (Батьківщина)
- Устинов Єгор Олександрович (самовисування)
- Кравцов Максим Андрійович (Комуністична партія України)
- Гурнак Віктор Григорович (Свобода)
- Коваленко Андрій Васильович (самовисування)
- Данько Владислав Віталійович (Сильна Україна)
- Власенко Анатолій Володимирович (самовисування)
- Харуца Ілля Павлович (Радикальна партія)
- Афанасенко Олександр Кирилович (самовисування)
- Золотаревський Костянтин Олександрович (5.10)

#### 2012
Кандидати-мажоритарники:
- Негой Федір Федорович (самовисування)
- Журавко Олексій Валерійович (Партія регіонів)
- Самойлик Катерина Семенівна (Комуністична партія України)
- Гончарський Іван Львович (Батьківщина)
- Твердовський Олександр Миколайович (УДАР)
- Халупенко Денис Миколайович (Україна — Вперед!)
- Фролов Олексій Володимирович (Партія зелених України)
- Реуцький Іван Васильович (Конгрес українських націоналістів)
- Сергеєв Сергій Олександрович (самовисування)

## Явка
Явка виборців на окрузі: